# Перепис населення Литви (2011)
Перепис населення Литви представила демографічний портрет країни за станом на 1 березня 2011 року. Це була друга перепис населення країни після здобуття незалежності і перший перепис населення республіки Литва з моменту її вступу в Європейський Союз в 2004. 

## Попередні підсумки
Гнітюча картина попередніх підсумків перепису населення країни почала вимальовуватися відразу ж після публікації попередніх підсумків, про що тут же почали писати ЗМІ як в країні, так і за кордоном  . За міжпереписний період населення країни скоротилося з 3,48 млн на 2001 р до 3,058 млн в 2011 (що менше, ніж було в 1941 г.), хоча поточна статистика рапортувала про наявність в країні 3,25 млн чол. в 2010 р (для довідки, населення Литви досягло свого історичного піку в Литовської РСР в 1989, коли воно склало 3,68 млн осіб., см. Всесоюзний перепис населення 1989 року).
В цілому, населення Литви за міжпереписний період скорочувалася інтенсивніше, в порівнянні з даними поточної статистики республіки, через необліковану еміграцію. Втім, внесок негативний природний приріст всіх національностей країни, крім циган, в загальне скорочення чисельності населення Литви, був також важливим.
Подібна ж ситуація спостерігається в сусідній Латвії, де в 2011 році також пройшла перепис населення.

## Регіональні тенденції
Населення країни, за винятком Вільнюса, швидко і рівномірно скорочувалося. Так, населення м Каунаса зменшилася з 379 до 321 тис., М Клайпеда — зі 193 до 161 тис., М Шяуляй - зі 134 до 113 тис., Паневежисі — зі 134 до 113 тис. Населення інших малих міст та сільської місцевості в цілому впало з 2 116 до 1 816 тис. чоловік. За міжпереписний період Литва, без урахування Вільнюса, втратила 429 тис. Або 15% населення. Число жителів Вільнюса склало 539 тис., Що на 3,3 тис. (На 0,6%) менше, ніж в 2001, і на 59 тис. Менше, ніж у 1989 р 